# Кафедральный собор (Осло)
Кафедральный Собор — церковь в Осло, Норвегия. Кафедральный собор диоцеза Осло лютеранской Церкви Норвегии.
Построен в 1694—1697 годах.
Является третьим по счёту, построенным в Осло; был освящён в ноябре 1697 года. Собор используется норвежской королевской семьёй и правительством страны для различных официальных и торжественных мероприятий; в 1968 и 2001 годах здесь венчались соответственно король и наследный принц страны.
Собор реконструировался в 1848—1850 годах (по проекту архитектора Алексиса де Шатонефа) и в 1950 году. В августе 2006 года он снова был закрыт на реконструкцию, в апреле 2010 года был открыт. Собор известен своими витражами и органом (первый орган был установлен в нём в 1711 году, нынешний установлен в 1997 году, тогда же было установлено ещё два небольших органа).